# Xestia tetragona
Xestia tetragona là một loài bướm đêm trong họ Noctuidae.